# Szakács Imre (jogász)
Szakács Imre (Budapest, 1957. július 5. –) magyar jogász, országgyűlési képviselő.

## Életpályája

### Iskolái
Középiskolai tanulmányait a Szabó József Geológiai Szakközépiskolában végezte; 1975-ben érettségizett. 1981–1987 között az Eötvös Loránd Tudományegyetem Jogtudományi Karának hallgatója volt. 1989-ben jogi szakvizsgát tett. 

### Pályafutása
1975-től anyagbeszerző gyakornokként dolgozott. 1980-tól a Belvárosi Vendéglátóipari Vállalat munkatársa volt. 1983-tól kisvállalkozó. 1986–1989 között a Közvillszer kisszövetkezeti elnök volt. 1989–1991 között a győri Foton Kft. ügyvezetője volt. 1996 óta a Magyar Jogász Egylet tagja. 1997–2003 között az ELTE-SZIF Állam- és Jogtudományi Karán külsős előadóként államigazgatási jogot tanított, majd az egyetemmé alakulást követően ifjúsági és sportigazgatást oktatott. 2002-től az UNICEF Magyar Nemzeti Bizottságának elnökségi tagja.

### Politikai pályafutása
1991–1994 között Győrzámolyon jegyzőként dolgozott. 1993–1995 között a Szigetközi Önkormányzatok Szövetségének alelnöke volt. 1994-től a Fidesz tagja. 1994-ben országgyűlési képviselőjelölt volt. 1994–1999 között a Győr-Moson-Sopron Megyei Önkormányzat megyei közgyűlésének alelnöke volt, 2002–2010 között elnöke volt. 1994–2003 között a Fidesz győri városi elnöke volt. 1995–2001 között a Győr-Moson-Sopron megyei választmány alelnöke volt, 2001-től elnöke. 1998–2014 között országgyűlési képviselő (Győr) volt. 1998-ban győri polgármesterjelölt volt. 1998-ban az Alkotmány- és igazságügyi bizottság alelnöke, 2002–2006 között tagja volt. 1999–2002 között az Ifjúsági és Sportminisztérium politikai államtitkára volt az első Orbán-kormány idején. 2002–2003 között az Ifjúsági és sportbizottság tagja volt. 2006–2014 között az Alkotmányügyi, igazságügyi és ügyrendi bizottság tagja volt. 2010–2011 között az Alkotmány-előkészítő eseti bizottság tagja volt. 2010–2014 között Az Alkotmánybíróság elnökét és tagjait jelölő eseti bizottság tagja volt. 2011-ben Az országgyűlési képviselők javadalmazásáról szóló új szabályozás előkészítésére létrehozott albizottság alelnöke volt.

### Sportpályafutása
1975–1983 között a Budapest Honvéd, a Szondi SE, a Budapest Spartacus kézilabdázója volt.

## Családja
Szülei Szakács Imre és Bohácsik Mária. 1991-ben házasságot kötött Hahn Katalinnal. Öt lánya van: Eszter (1979–), Szandra (1992–), Kincső Mária (2007–).
Hahn-Szakács Róza (2011-) és ikertestvére Hanh-Szakács Hanna (2011-)